# Felixstowe
Felixstowe és un poble i parròquia civil de Suffolk Coastal, Suffolk, Anglaterra. Té una població de 23.914 habitants, 24.018 habitants al nucli urbà. Té el port de contenidors més important del Regne Unit i un dels 10 principals d'Europa.